# Kepler-18
Kepler-18 — звезда в созвездии Лебедя. Находится на расстоянии около 1761 светового года от Солнца. Вокруг звезды обращаются, как минимум, три планеты.

## Характеристики
Kepler-18 — звезда 13,5 величины, по своим параметрам похожая на наше Солнце. Её масса и радиус практически идентичны солнечным; температура поверхности составляет около 5345 кельвинов. В химическом составе звезды обнаружено повышенное содержание тяжёлых элементов. Однако по возрасту Kepler-18 намного старше нашего дневного светила — ей около 10 миллиардов лет. Звезда получила своё наименование в честь космического телескопа Кеплер, открывшего у неё планеты.

## Планетная система
В 2011 году группой астрономов, работающих с данными, полученными орбитальным телескопом Kepler, было объявлено об открытии трёх планет в системе. Наблюдения за планетами велись с помощью транзитного метода. Информация, полученная с телескопа, была проверена командой Kepler’а в обсерватории им. Кека с помощью спектрографа HIRES.
Орбиты планет расположены очень близко к родительской звезде — намного ближе, чем орбита Меркурия к Солнцу. Внешние планеты c и d воздействуют друг на друга гравитационным притяжением, отчего ускоряют и замедляют собственное движение. Это создавало некоторые трудности для точного вычисления параметров их орбит.

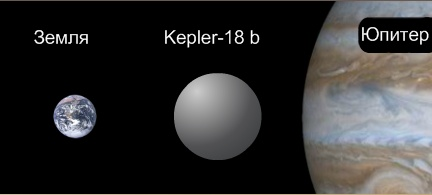
Сравнительные размеры Kepler-18 b, Земли и Юпитера.

Самая близкая к родительской звезде планета — Kepler-18 b — представляет собой сверхземлю. Это нагретая до высокой температуры каменистая планета, по массе превосходящая Землю примерно в 7 раз. Радиус Kepler-18 b равен двум земным радиусам. Она обращается на расстоянии 0,045 а. е. от звезды, совершая полный оборот за трое с половиной суток. Для подтверждения существования этой планеты исследователи использовали телескоп Хейла из Паломарской обсерватории.
Следующие две планеты, Kepler-18 c и Kepler-18 d, по массе и размерам сравнимы с Нептуном. Они являются горячими газовыми гигантами, не имеющими твёрдой поверхности. Их средняя плотность намного меньше, чем у Нептуна, что говорит о малом количестве тяжёлых элементов в химическом составе. Авторы открытия вычислили, что обе планеты имеют массивные ядра. Kepler-18 b обращается на расстоянии 0,07 а. е. от звезды; Kepler-18 b находится чуть дальше — на расстоянии 0,11 а. е. Между обеими планетами наблюдается орбитальный резонанс 2:1.